# 黑澤爾倫 (密蘇里州)
黑澤爾倫（英語：Hazel Run）是位於美國密蘇里州聖弗朗索瓦縣的非建制地區。

## 歷史
黑澤爾倫的郵局於1844年設立，其後於1928年停運。

## 地理
黑澤爾倫所處的海拔為高於海平面240米（即787英呎），而該地所採用的時區為UTC-6，即北美中部時區（CST）。同時該地設有夏令時間，為UTC-6調快一小時，即UTC-5（CDT）。